# Primož Brezec
Primož Brezec, né le 2 octobre 1979 à Postojna en République socialiste de Slovénie, est un joueur slovène de basket-ball évoluant au poste de pivot.

## Clubs successifs
- 1998-2001 :  Union Olimpija (UPC Liga)
- 2001-2004 :  Indiana Pacers (NBA)
- 2004-2008 :  Charlotte Bobcats (NBA)
- 2008-2009 :  Virtus Rome (Championnat d'Italie)
- 2009-2010 :  Philadelphia Sixers (NBA)
- 2010 :  Milwaukee Bucks (NBA)
- 2010-2011 :  Krasnye Krylya Samara
- 2011-2012 :  Lokomotiv Kouban-Krasnodar
- 2012-2014 :  BK Nijni Novgorod